# نبتدي منين الحكاية (فلم)
نبتدي منين الحكاية هو فيلمٌ مصريٌ أُنتج عام 1976.
اسم الفيلم مأخوذ من أغنية بنفس الاسم غناها عبد الحليم حافظ في العام السابق.[بحاجة لمصدر] وهو واحد من أربعة أفلام أخرجها محمد سلمان أخذ أسماءها من أغانٍ لحنها محمد عبد الوهاب.

## قصة الفيلم
يقع الثري توفيق أبو الدهب (عمر الحريري) في حيرة أمره بسبب ابنته المدللة حنان (سهير رمزي)، فكلما تزوجت من رجل، تفاجئ الجميع في حفل زفافها أنها لا تريد الزواج. وفي المحاولة الثالثة من الزواج، تدّعي أنها أُصيبت بالعمى. ولذلك يشعر أبو الدهب بالقلق، ليس فقط لأن ابنته ترفض الزواج، وأصيبت بالعمى، ولكن أيضاً لأنه يرفض الزواج من خطيبته حياة (ميمي جمال) قبل أن تتزوج ابنته.
يقوم أبو الدهب بعرض ابنته على أطباء العيون الذين يؤكدون أن نظرها سليم، وأن مشكلتها مشكلة نفسية. يعرض أبو الدهب مكافأة قدرها 5,000 جنيه لمن يعالج ابنته. يتصل بالأطباء النفسيين، ومنهم د.علي صالح (سعيد صالح). يقرر د. علي الذهاب، لكنه صديقه حسن (مصطفى فهمي) يقترح عليه أن يلعب هو دور الطبيب. يذهب حسن مع الدكتور علي الذهاب إلى بيت حنان.
يدرك حسن من البداية أن حنان تمثل، وأنها ليست عمياء، وأنها تخفي سراً لا تريد البوح به، وفي المقابل فإن حنان، التي أعجبها حسن، تستمر في تمثيلية العمى، لكي يظل حسن يزورها باستمرار بحجة العلاج. مع مرور الوقت تعترف حنان بأنها مبصرة، ويكتشف حسن أن رفضها للزواج سببه مشكلة حدثت لها في طفولتها. ويكون حسن هو العريس الذي يخلصها من عقدة الزواج.

## مصدر
1. ↑  معلومات عن أحمد عدوية نسخة محفوظة 2021-02-20 على موقع واي باك مشين.
2. ↑  محمود قاسم، موسوعة الأفلام الروائية في مصر والعالم العربي، الجزء الثاني، الهيئة المصرية العامة للكتاب، 2006، 586.
3. ↑  محمد سلمان:عناوين الأفلام والخوف من الطيران نسخة محفوظة 2021-04-30 على موقع واي باك مشين.

## وصلات خارجية
- مقالات تستعمل روابط فنية بلا صلة مع ويكي بيانات
- نبتدي منين الحكاية على الدهليز
- نبتدي منين الحكاية على كاروهات